# 利维卡累利阿语
利维卡累利阿語（ 或 ），或称利维语、奥洛涅茨卡累利阿语，是乌拉尔语系芬蘭-烏戈爾語族芬兰语支中的一种語言。一般认为是卡累利阿语的主要方言之一，但有的学者也认为它是一门单独的语言。说此种语言的人对自己语言的称呼为，即利维语；对自己族群的称呼为或，即利维人。

## 分布范围

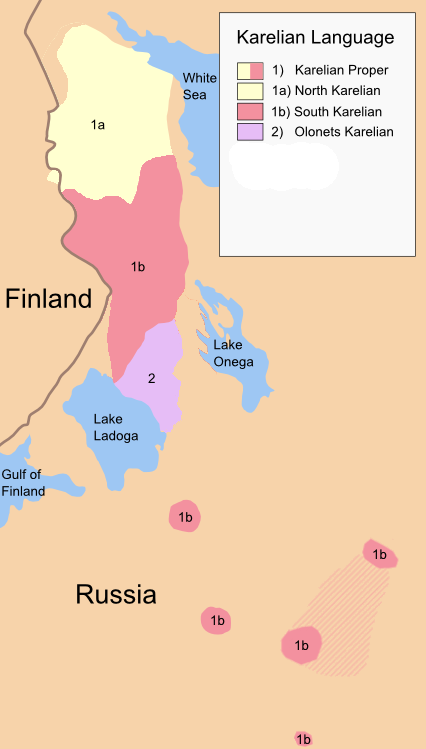
卡累利阿语方言分布图（1：本部卡累利阿语；1a：北部方言；1b：南部方言。2：利维卡累利阿语）

利维卡累利阿语主要分布在俄罗斯卡累利阿共和国奥洛涅茨卡累利阿地区的南部。操此种语言的人数估计在一万四千至两万五千人之间，较大的数字包括那些居住在芬兰的人口数量。俄罗斯2010年人口普查中的数字在外界评估起来过高。在2000年估计的在芬兰居住而说此种语言的人数大约为五千人。

## 语言学分类
利维卡累利阿语连同芬兰语、伊乔里亚语、本部卡累利阿语、吕迪语及维普斯语一起组成芬兰语支的北部分支。芬兰语支的南部分支则包括其它近亲语言：爱沙尼亚语、利沃尼亚语和瓦佳语。

## 歷史
语言历史学上，利维卡累利阿语是起源于维普斯语，然后通过基层语言现象而卡累利阿语化。换句话说，就是最早是维普斯人居住的拉多加湖和奥涅加湖之间的地带上迁来了卡累利阿人，当地的维普斯语受到卡累利阿语的影响而形成为利维卡累利阿语。

## 标准化和书面语
已知最早的利维卡累利阿语的书写形式是1786年叶卡捷琳娜二世下令修订的词典。该词典的旨意是想包含世界上所有的语言。词典中包含了273个词汇在各种语言中的翻译，以及1到10、100和1000等数字。本部卡累利阿语和“奥洛涅茨语言形式”分别列为不同的语言。1800年代时很多宗教文献也分别翻译成卡累利阿语和“奥洛涅茨语”。
1936年开始在卡累利阿苏维埃共和国制定卡累利阿语的标准书面形式。下一年卡累利阿语成为芬兰语和俄语之后的第三官方语言，但1938年宪法中去除了芬兰语官方语言的地位。卡累利阿语标准书面语语法的制定由一位之前定制了特维尔方言（为本部卡累利阿语南部方言群中的一个方言）语法的学者去执行。制定的结果是各种方言之间的妥协，但还是特别基于本部卡累利阿语南部方言群，并不包含利维方言特有的发音特征。
1990年代初启动了利维卡累利阿语的标准化过程。那时出版了利维卡累利阿语的第一本儿童字母书，同时在彼得罗扎沃茨克开始用卡累利阿语出版名为《Oma Mua》（意为“我们的土地”）周刊。该周刊后来分开成为两本杂志：用利维卡累利阿语出版的《Oma Mua》，以及用本部卡累利阿语北部方言出版的《Vienan Karjala》。两本杂志都积极参与了卡累利阿语的发展：把各种方言标准化及为方言制定单词表。2014年两本杂志合并为新的《Oma Mua》杂志，包含了用利维方言和本部卡累利阿语北部方言写的文章。
1998年在卡累利阿共和国成立了语言委员会，其职责为发展卡累利阿语和维普斯语的词汇表及正词法。
2012年出版了新版的《利维卡累利阿语语法》一书。

### 字母表
利维卡累利阿语使用拉丁字母。其字母表包括 以及辅音顎音化符号（'）。2007年字母表中添加了字母 ü，语言委员会推荐用其来取代字母 y。

### 书目
- Pyöli, Raija. . Helsinki: Karjalan Kielen Seura. 2012. ISBN 978-952-57902-5-2 （芬兰语）.

### 引用
1. ↑  利维卡累利阿語于《民族语》的链接（第18版，2015年）
2. ↑  芬蘭總統對于歐洲區域或少數民族語言憲章之更改調控, 2009年11月27日 （页面存档备份，存于） (芬蘭语内容)
3. ↑  .   [2015-10-06]. （原始内容存档于2017-10-11）.
4. ↑  Hammarström, Harald; Forkel, Robert; Haspelmath, Martin; Bank, Sebastian (编). . . Jena: Max Planck Institute for the Science of Human History. 2016.
5. ↑  UNESCO Atlas of the World's Languages in danger, UNESCO
6. ↑  Fogelberg, Paul. . Helsinki: Finska Vetenskaps-Societeten – Suomen Tiedeseura. 1999: 第358页. ISBN 951-653-294-2 （芬兰语）.
7. ↑  Torikka, Marja. . Kielikello. 2003  [2020-05-18]. （原始内容存档于2020-10-25） （芬兰语）.
8. ↑  Lyytikäinen, Erkki. . fi. 2013  [2020-05-18]. （原始内容存档于2020-10-28） （芬兰语）.
9. ↑  Pöyli 2012，第10页